# کاهنه بهلول

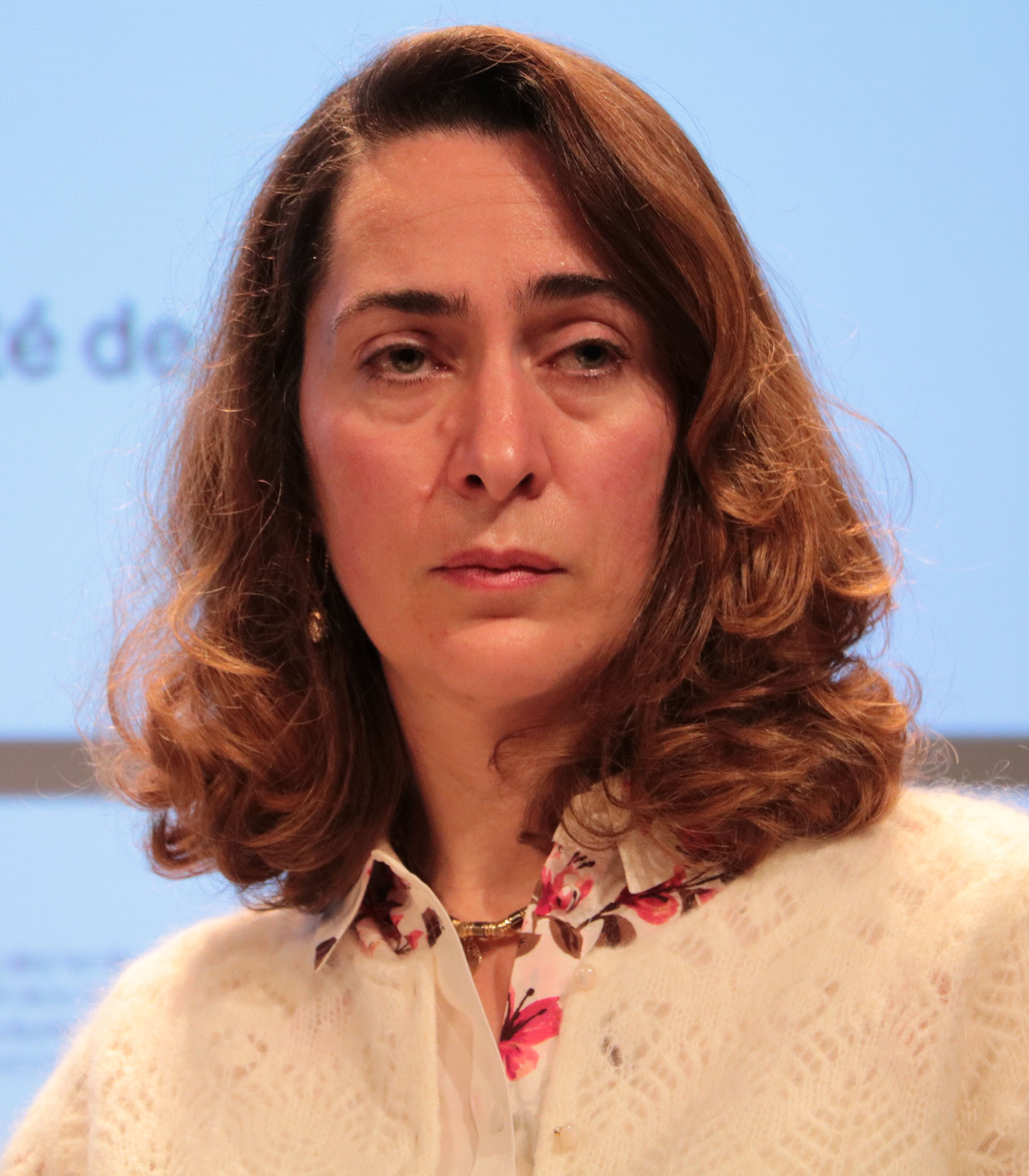
کاهنه بهلول در سال ۲۰۲۱

کاهنه بهلول (به فرانسوی: Kahina Bahloul) زاده ۵ مارس ۱۹۷۹ میلادی در پاریس، نخستین امام جماعت مؤنث اهل فرانسه است. کودکی و سال‌های دانشجویی خود را در رشتۀ حقوق در الجزایر  سپری کرد. پدر او مسلمان بود و مادر او یک فرانسوی نیمه یهودی.
وی در سال ۲۰۱۹ با فیلسوف نو-معتزله، فاکر کورشان (Faker Korchane) در بنیانگذاری پروژهٔ مسجد فاطمه همکاری کرد.